# Гордин, Ори
О́ри Го́рдин (ивр. אורי גורדין‎; род. 16 июля 1969, Сан-Диего, Калифорния, США) — израильский военный деятель; генерал-майор Армии обороны Израиля, в последней должности: Командующий Северным военным округом (с 11 сентября 2022 по 13 августа 2025 года).

## Биография
Ори Гордин родился в июле 1969 года в Сан-Диего, Калифорния, США, в семье израильтян Хилеля и Рахель Гордин, в то время когда отец Гордина (1939—2022) находился на учёбе в Институте океанографии Скриппса при Калифорнийском университете в Сан-Диего.
Отец Гордина, Хилель, был одним из основателей кибуца Йотвата, а в дальнейшем стал видным исследователем аквакультуры и основателем Национального института исследования аквакультуры в Эйлате. Мать Гордина, Рахель, преподавала в школе и ульпане для новых репатриантов.
Гордин был средним из трёх детей семьи: его старшая сестра старше его на три года, а его младший брат моложе его на три года.
В 1971 году семья вернулась в Израиль, и детство Гордина прошло в кибуце Йотвата. В детстве увлекался верховой ездой и наравне с другими членами кибуца принимал участие в уходе за молочной фермой кибуца. Накануне призыва в армию провёл год в качестве молодёжного инструктора.

### Военная карьера
В ноябре 1988 года был призван на службу в Армии обороны Израиля, начал службу в специальном подразделении «Сайерет Маткаль». По окончании офицерских курсов был командиром отряда подразделения (под командованием Гордина служил будущий премьер-министр Израиля Нафтали Бенет), после чего возглавил роту в подразделении, а затем был заместителем командира подразделения. В ходе службы вышел в отпуск на год с целью путешествия по Южной Америке.
В дальнейшем был повышен в звания до подполковника и назначен начальником отдела планирования в Соединении по особым операциям Управления разведки. Служил на этой должности, в том числе, в ходе Второй Ливанской войны. Был одним из командиров сил, принявших участие в операции «Хад ве-халак» в ливанском городе Баальбек в ночь на 2 августа 2006 года.
В 2007 году возглавил спецподразделение «Сайерет Маткаль». Подразделение под командованием Гордина вело интенсивную деятельность по проведению секретных операций за линиями противника, включая, по утверждению газеты The Times, операцию по сбору информации о строительстве ядерного реактора в сирийской провинции Дайр-эз-Заур и сирийско-северокорейском ядерном сотрудничестве с целью заручиться поддержкой США накануне израильской атаки на данный ядерный реактор в сентябре 2007 года.
Летом 2009 года Гордин стал первым командиром «Сайерет Маткаль», получившим звание полковника ещё в ходе исполнения должности, а в 2010 году подразделению под командованием Гордина был присвоен знак отличия Начальника Генштаба за проведение сложной боевой операции. В 2010 году Гордин завершил службу на посту командира «Сайерет Маткаль» и выехал на учёбу в США.
В 2011 году был назначен командиром 55-й резервной воздушно-десантной бригады «Ход ха-Ханит», параллельно служил инструктором на курсах командиров батальонов. С 22 мая 2014 по 28 мая 2015 года был командиром пехотной бригады «Нахаль», руководил бригадой, помимо прочего, в ходе операции «Возвращайтесь, братья» на Западном берегу реки Иордан и операции «Нерушимая скала» в секторе Газа. В ходе операции «Нерушимая скала» в задачи бригады под командованием Гордина входило проведение атаки по позициям противника в районе Бейт-Хануна и удержание под контролем сети туннелей противника в районе Бейт-Лахьи и Бейт-Хануна.
2 июля 2015 года был повышен в звании до бригадного генерала и назначен командиром резервной воздушно-десантной дивизии «Ха-Эш». В период командования Гордина в дивизии была сформирована бригада специального назначения «Оз». Исполнял должность командира дивизии до 16 ноября 2017 года, после чего, с апреля 2018 года по 7 апреля 2020 года был главой штаба Командования сухопутных войск.
11 мая 2020 года Гордину было присвоено звание генерал-майора (алуф), а 19 мая 2020 года он вступил на пост Командующего Командованием тыла армии, сменив на посту генерал-майора Тамира Ядая. Служил на этой должности, помимо прочего, в ходе операции «Страж стен» в мае 2021 года в секторе Газа и во время коронавирусной пандемии, в ходе которой Командование тыла осуществляло интенсивную деятельность по поддержке гражданского сектора страны.
18 июля 2022 года передал командование Командованием тыла генерал-майору Рафи Мило, а 11 сентября 2022 года вступил на должность Командующего Северным военным округом, сменив на посту генерал-майора Амира Барама.
В период службы Гордина на посту Командующего округом продолжалась напряжённая обстановка на израильско-ливанской границе. В том числе, Гордин руководил операцией по поимке и ликвидации ливанского террориста, проникшего на территорию Израиля и заложившего взрывное устройство на перекрёстке Мегиддо на севере Израиля, вследствие взрыва которого 13 марта 2023 года был тяжело ранен израильский гражданин. В начале апреля 2023 года территория Израиля подверглась ракетной атаке с территории Ливана, а к середине 2023 года участилась деятельность боевиков ливанской организации «Хезболла» в непосредственной близости к израильской границе, включая попытку боевиков закрепиться на спорной территории в районе Хар-Дов, сопровождавшаяся угрозами лидера организации Хасана Насраллы в сторону Израиля. Вследствие вторжения боевиков ХАМАС 7 октября 2023 года с территории сектора Газа на территорию юга Израиля и начатой в ответ операции «Железные мечи» начались активные столкновения на израильско-ливанской границе между израильской армией и ливанскими боевиками, и Северный военный округ под командованием Гордина противодействовал атакам «Хезболлы» на северной границе Израиля, а также наносил удары по целям противника на территории Ливана.
В марте 2025 года была опубликована информация о планах выхода Гордина в отпуск на учёбу с дальнейшим возвращением на должность заместителя Начальника Генштаба армии. 13 августа 2025 года Гордин передал командование округом генерал-майору Рафи Мило.

### Образование и личная жизнь
За время военной службы Гордин получил степень бакалавра Тель-Авивского университета (в области электротехники), а также степень магистра государственного управления Гарвардского университета, где его учёба проходила по программе Фонда Векснера.
Проживает в мошаве Ситрия в региональном совете Гезер в центре Израиля. Жена Гордина — доктор Мири Гордин, исследовательница-биолог в Университете имени Бар-Илана. Отец троих детей.

## Публикации
- אל"ם אורי גורדין הוא משפיע עלינו עד היום במחנה, 20.3.14 (Полковник Ори Гордин, «Он влияет на нас до сих пор», «Ба-махане» (20.3.14)) (копия на сайте fresh.co.il) (Архивная копия от 26 мая 2023 на Wayback Machine) (иврит)
- אלוף אורי גורדין משרתי המילואים הראו לנו: יש על מי לסמוך ישראל היום, 6.12.20 (Генерал-майор Ори Гордин, «Служащие-резервисты показали нам: нам есть на кого положиться», «Исраэль ха-йом» (6.12.20)) (Архивировано 26 мая 2023 года.) (иврит)
- אלוף אורי גורדין חלקי הלב החסרים מצווים עליי להמשיך בדרכי ישראל היום, 13.4.21 (Генерал-майор Ори Гордин, «Недостающие куски сердца приказывают мне продолжать свой путь», «Исраэль ха-йом» (13.4.21)) (Архивировано 26 мая 2023 года.) (иврит)
- אלוף אורי גורדין הערכים של ניר פורז מנחים אותי — בכל זמן ובכל מקום ישראל היום, 25.4.23 (Генерал-майор Ори Гордин, «Я руководствуюсь ценностями Нира Пораза — везде и всегда», «Исраэль ха-йом» (25.4.23)) (Архивировано 26 мая 2023 года.) (иврит)